# ماساكي موري (لاعب كرة قاعدة)
ماساكي موري (باليابانية: 森祇晶؛ بالكانا: もり まさあき) هو لاعب كرة قاعدة ياباني، ولد في 9 يناير 1937 في غيفو في اليابان.

## وصلات خارجية
- ماساكي موري على موقع الدوري الياباني لكرة القاعدة (الإنجليزية)
- ماساكي موري على موقعبيزبول رفرنس.كوم (الدوري الثانوي) (الإنجليزية)